# Heliopsychidea
Heliopsychidea is een geslacht van vlinders van de familie van de zakjesdragers (Psychidae). De wetenschappelijke naam van dit geslacht is voor het eerst voorgesteld door Rudolf  Pinker in een publicatie uit 1956. 
Dit geslacht is monotypisch, dat wil zeggen dat het maar één soort heeft namelijk Heliopsychidea graecella (Millière, 1866), die in Zuidoost-Europa voorkomt.